# 2219 Мануччі
2219 Мануччі (2219 Mannucci) — астероїд головного поясу, відкритий 13 червня 1975 року.
Тіссеранів параметр щодо Юпітера — 3,184.